# San Plasch (Tschlin)

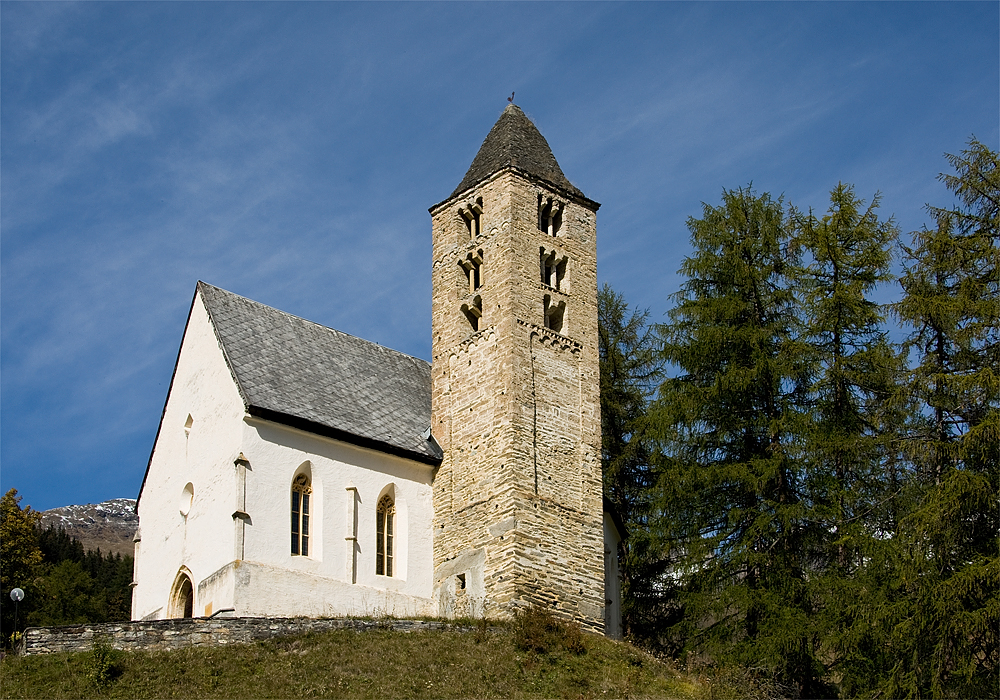
San Plasch

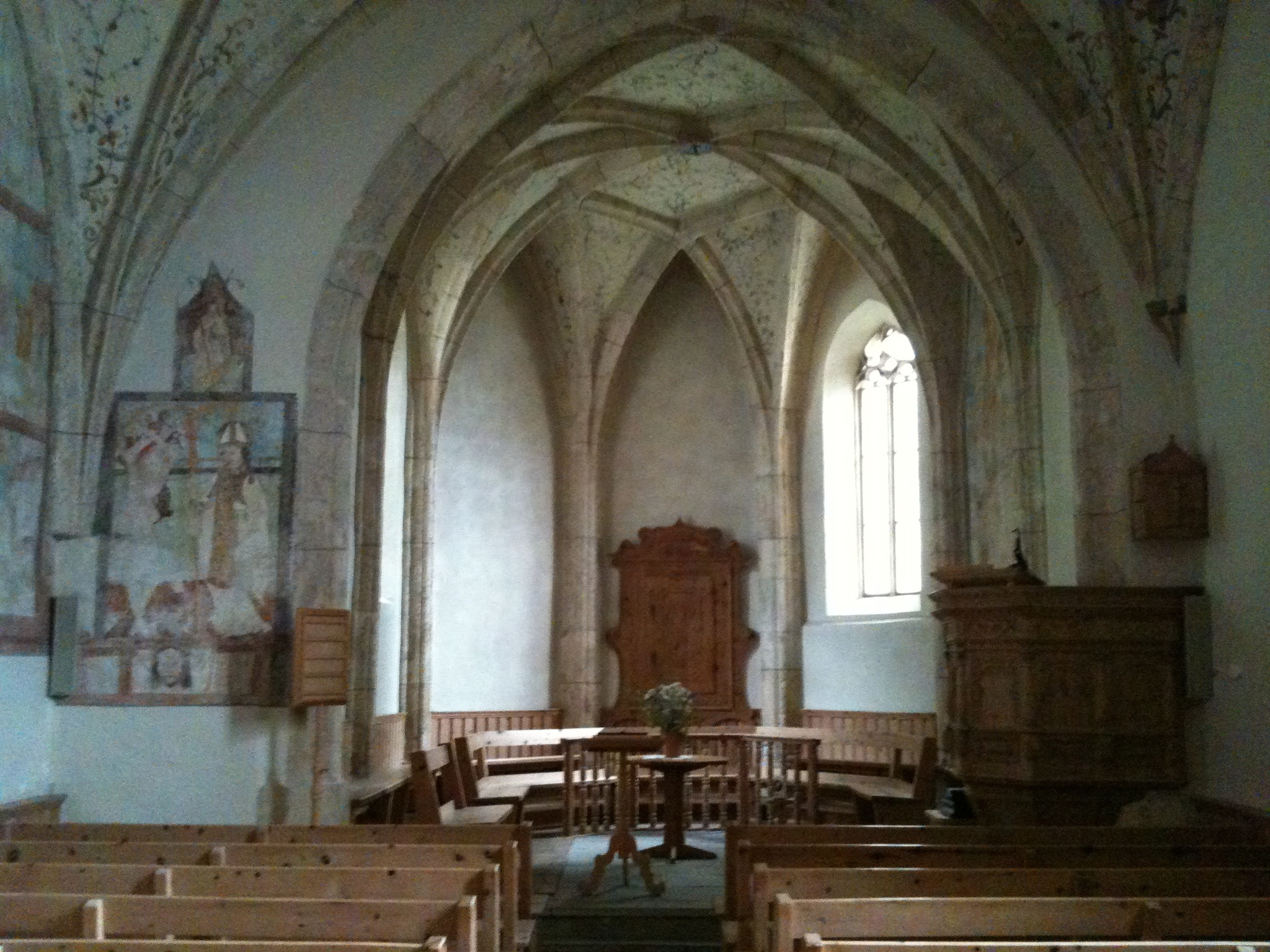
Innenansicht

Die Kirche San Plasch (rätoromanisch im Idiom Vallader baselgia San Plasch für «St. Blasius-Kirche») in Tschlin im Unterengadin ist ein evangelisch-reformiertes Gotteshaus am nördlichen oberen Dorfrand auf 1'564 m. ü. M.

## Geschichte und Ausstattung
Die Bausubstanz der Mauern des Kirchenschiffs ist mittelalterlich. Das heutige spätgotische Gebäude wurde kurz vor der Reformation 1515 errichtet.
Der Kirchturm mit dreigeschossiger Glockenstube schliesst im Osten an die Fassade an, zeigt romanischen Stil und trägt ein Zeltdach. Schiff und Chor werden von einem durch Rankenmalerei verzierten Sterngewölbe getragen. An den Wänden finden sich Gemälde aus der Gründungszeit, die die Verfolgung und Gefangennahme des heiligen Blasius (rätoromanisch Plasch) zeigen, unter dessen Patrozinium die Kirche ursprünglich auch stand. Die durch hochwertige Schnitzereien verschönerte Kanzel aus der Barockzeit datiert auf das Jahr 1709.
Im Chor findet sich ein Bibelschrank aus der Zeit des Rokoko ca. 1760.
San Plasch wurde 1959/1960 und letztmals 2008–2011 einer Restaurierung unterzogen.
Vor der Kirche steht der Duonna-Lupa-Brunnen.

## Kirchliche Organisation
Tschlin ist innerhalb der Evangelisch-reformierten Landeskirche Graubünden Teil der Kirchgemeinde Valsot.

## Galerie

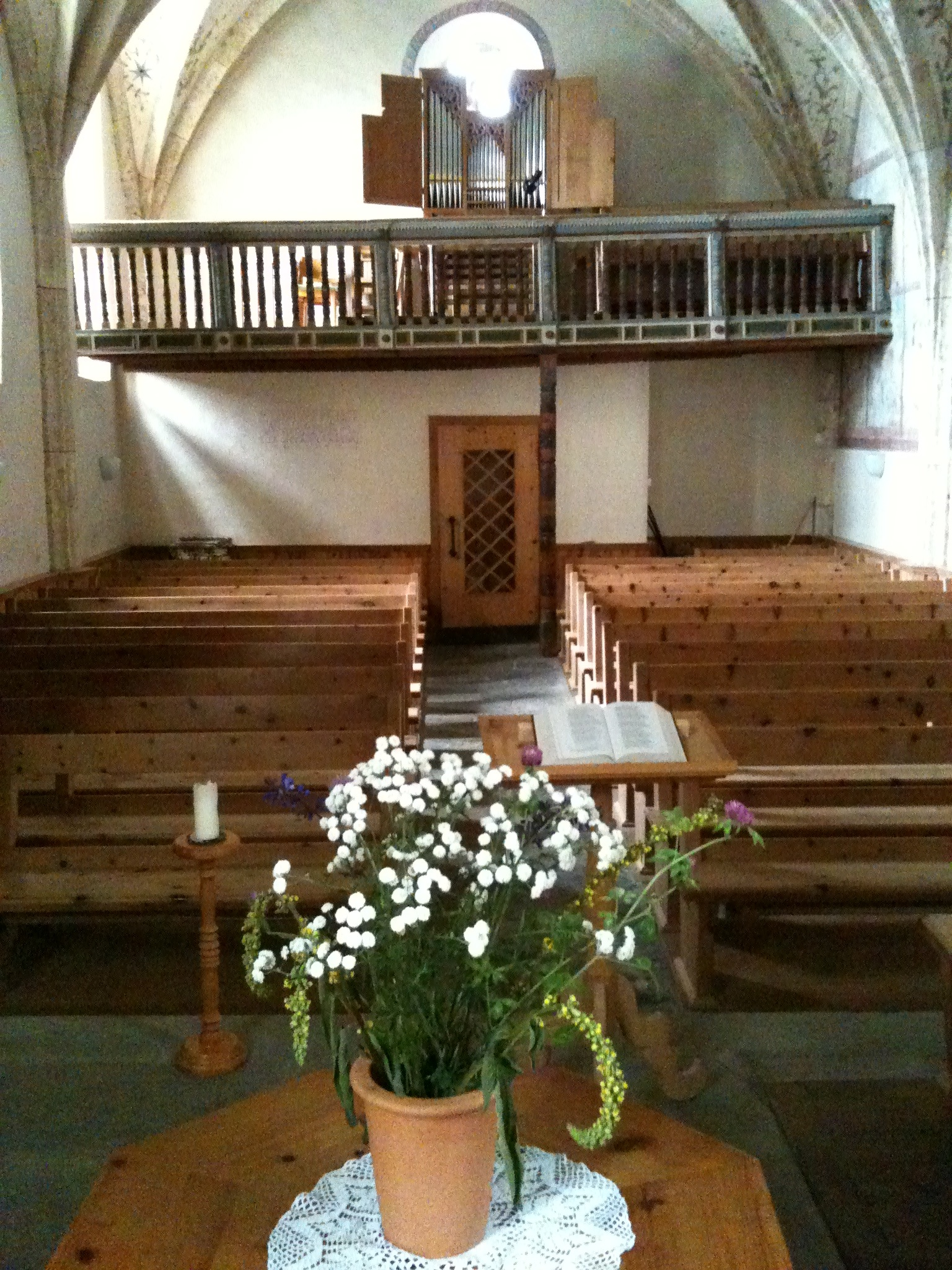
Blick aus dem Chor in das Schiff
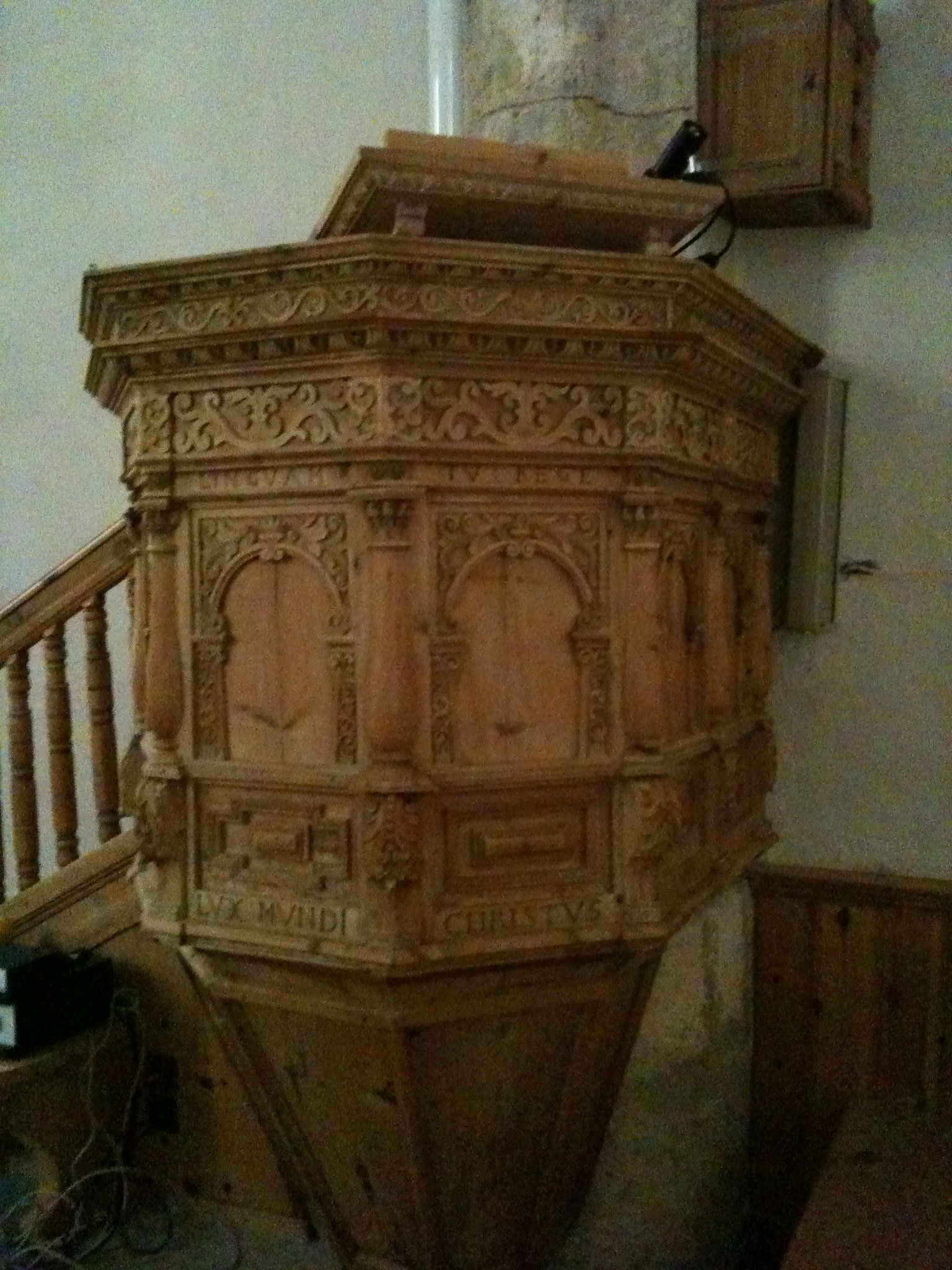
Kanzel
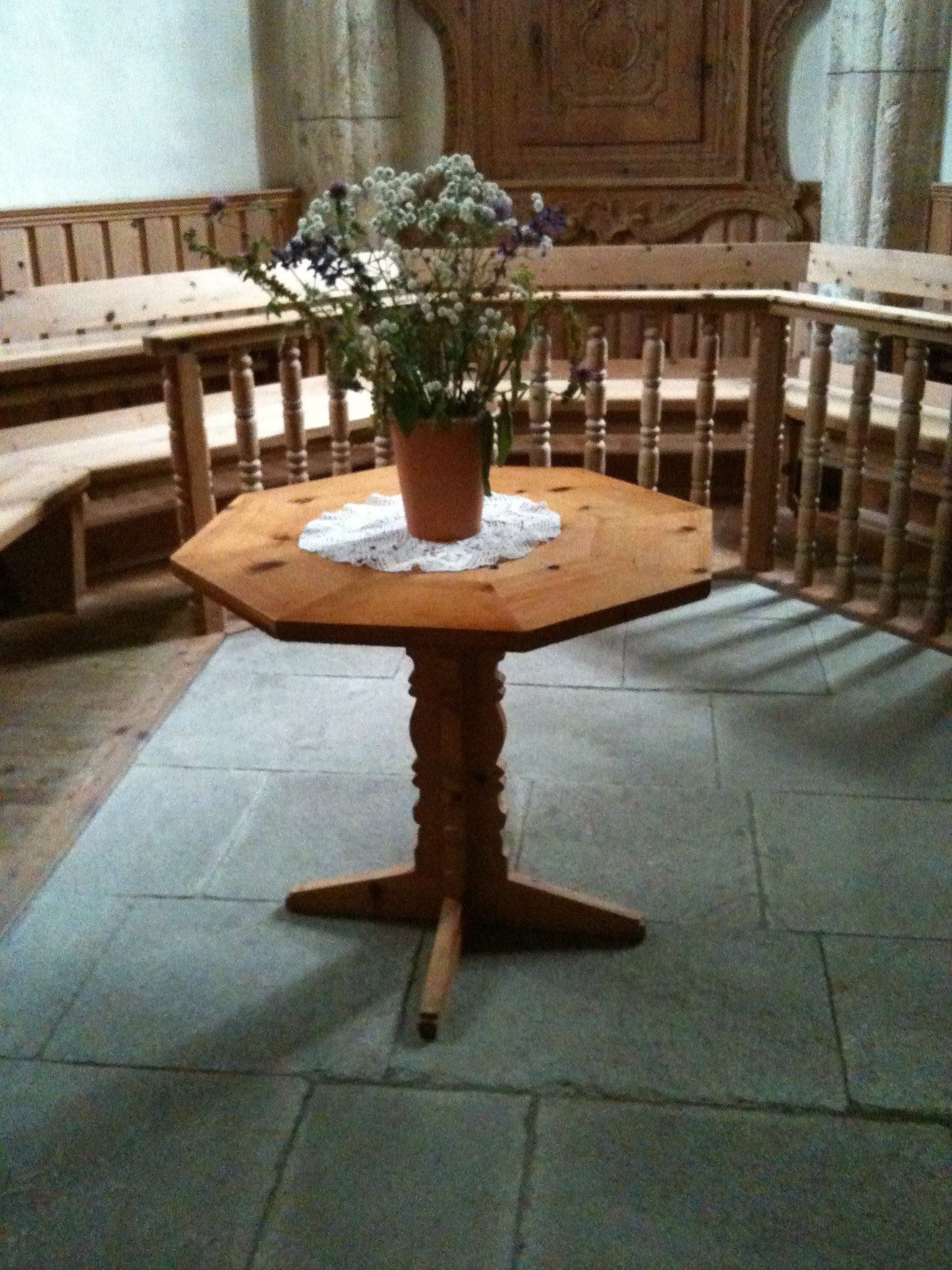
Tauf- und Abendmahlstisch
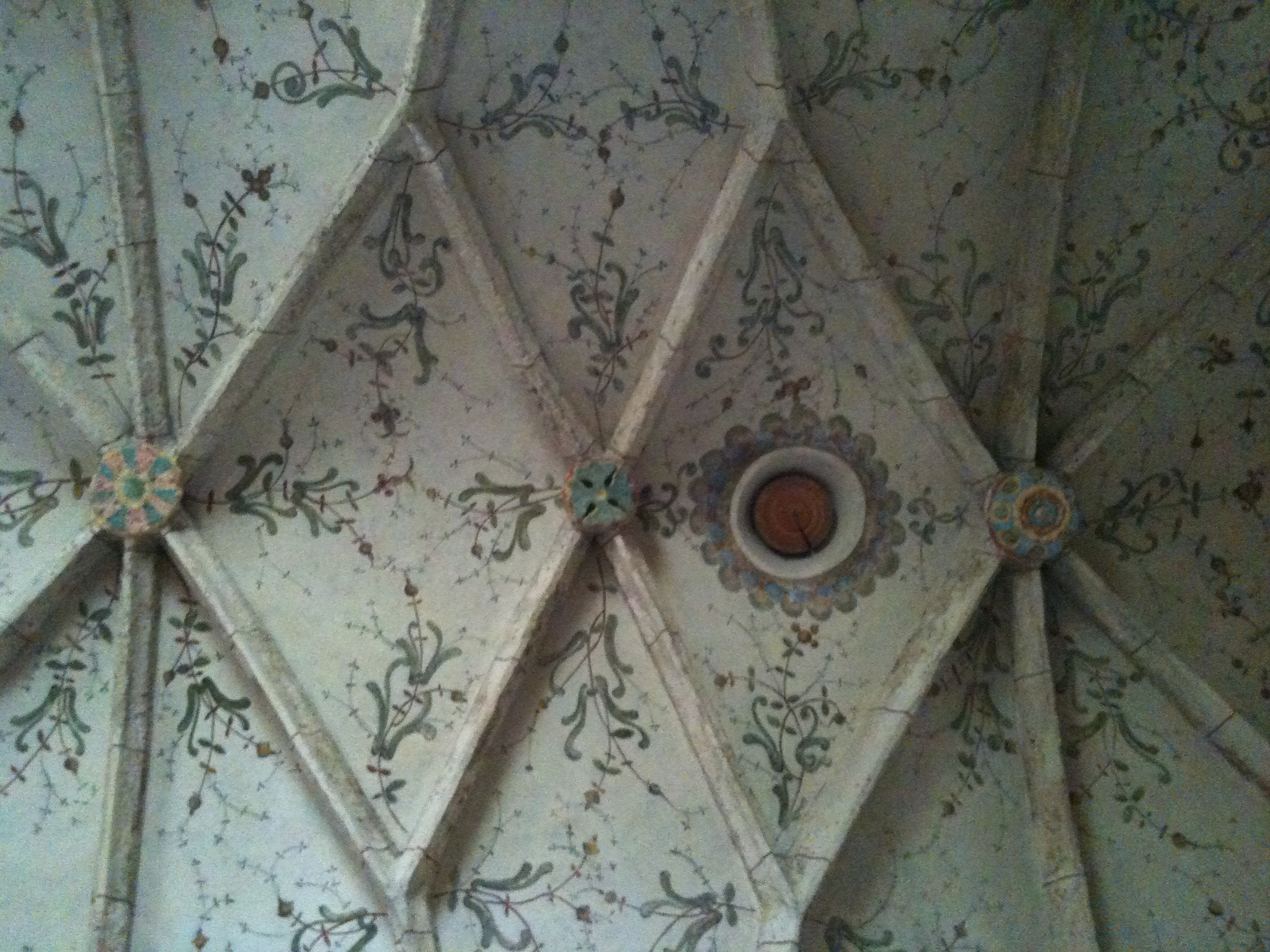
Deckengewölbe
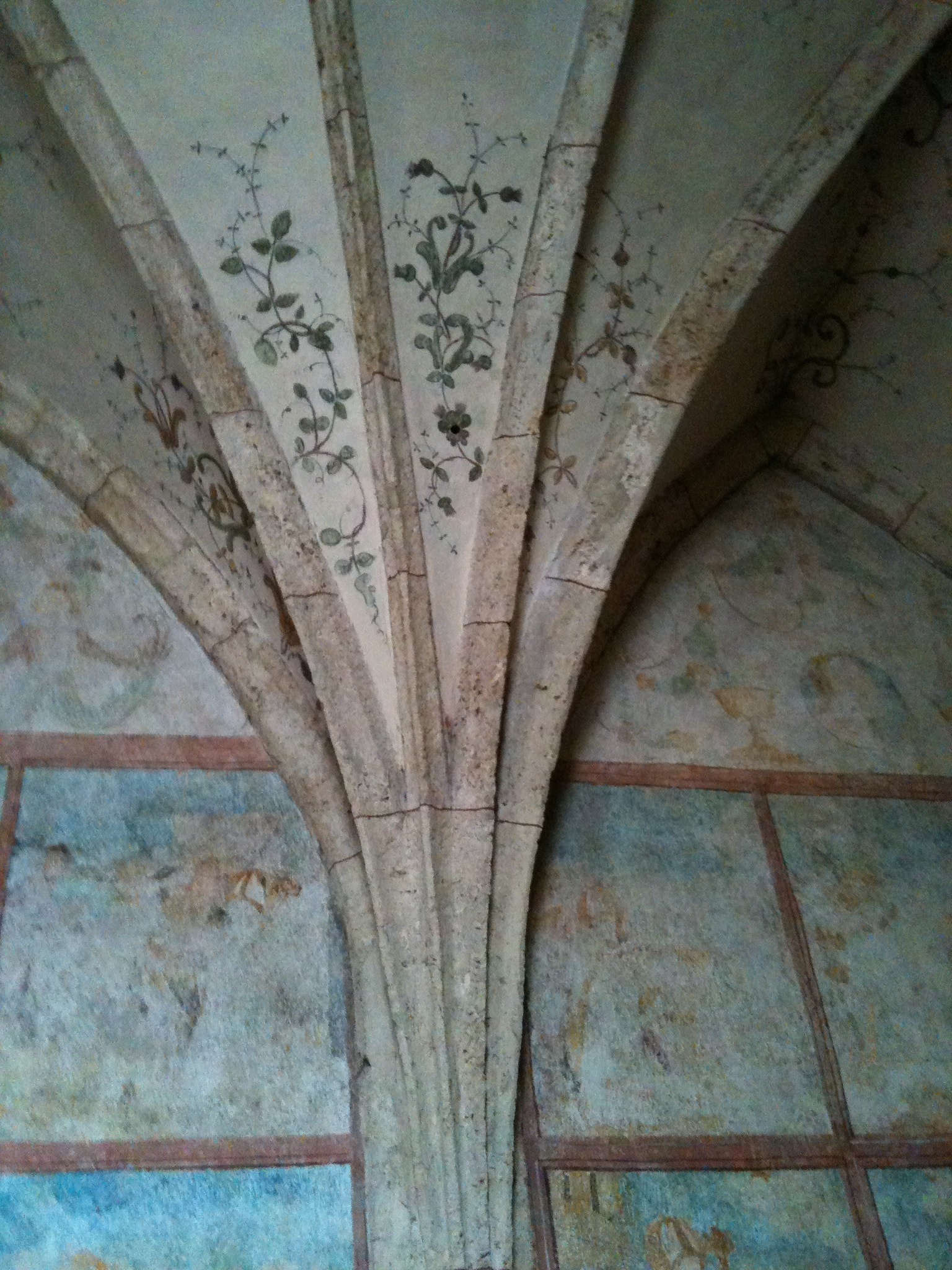
Fresken und Pfeiler
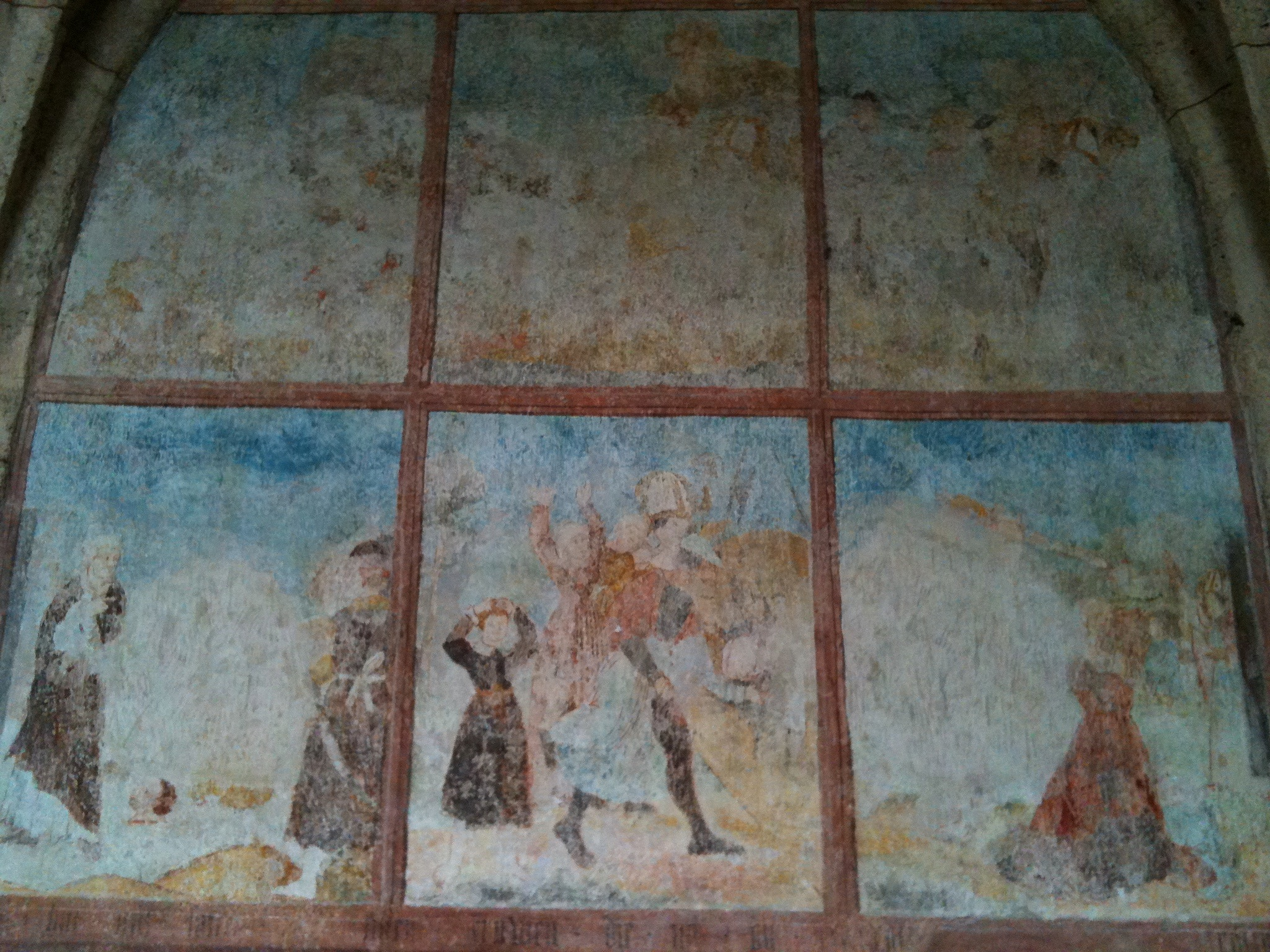
Fresken